# Alberto Guerra Gutiérrez
Alberto Guerra Gutiérrez (Oruro, Bolivia, diciembre de 1930 - 7 de septiembre de 2006) fue un destacado poeta, profesor normalista, investigador cultural y periodista boliviano.

## Trayectoria educativa y profesional
Guerra Gutiérrez se formó como profesor normalista y ejerció la docencia en diversos establecimientos educativos del país, particularmente en distritos mineros como Huanuni y San José, así como en escuelas del área rural, incluyendo la Escuela-Ayllu de Warisata. También se desempeñó como docente en contextos urbanos, cumpliendo funciones académicas y administrativas en instituciones públicas y privadas.
Coordinó proyectos culturales en la Universidad Técnica de Oruro (UTO) y en la Alcaldía Municipal de Oruro.
Guerra integró la segunda generación del grupo literario Gesta Bárbara, al cual se incorporó en 1947. Fue fundador y presidente de la Unión Nacional de Poetas y Escritores de Oruro, institución que lideró durante tres gestiones consecutivas (1995–2001). Entre 2000 y 2002 presidió también la Sociedad de Escritores de Bolivia. Como gestor cultural, fue presidente del Comité Departamental de Etnografía y Folklore, presidente del Centro Pedagógico y Cultural Alianza Francesa, y miembro activo de la Academia Boliviana de la Lengua, correspondiente de la Real Academia Española, además de miembro de número de la Asociación Latinoamericana del Instituto Internacional de Etnohistoria y de la Asociación Latinoamericana del Folklore.
Se destacó también como antologista e investigador de la literatura orureña y boliviana, coordinando la edición de varios anuarios literarios y monografías dedicadas a poetas nacionales, temas poéticos y expresiones literarias marginadas. Fue autor de estudios sobre literatura infantil, poética del soneto y análisis de obras de autores como Luis Mendizábal Santa Cruz y Walter Fernández Calvimontes.
Su trabajo como etnógrafo incluyó investigaciones sobre el Carnaval de Oruro, la figura simbólica del diablo, y la religiosidad andina. Desarrolló una investigación integral sobre la cultura Chipaya, con quienes convivió durante sus trabajos de campo, recogiendo mitos, rituales y cosmovisiones, lo que lo llevó a ser reconocido como “yatiri”.
Dirigió la revista Etnofolk, especializada en folklore y antropología, y fundó la revista literaria El Duende, que se transformó en suplemento dominical del diario La Patria, manteniéndose vigente desde 1995. A través de la sección “Letras Orureñas” documentó a más de 220 autores.
En su labor editorial también coordinó publicaciones en conmemoración del Día Mundial de la Poesía, promoviendo el trabajo de escritores locales y nacionales. Asimismo, impulsó la edición del poemario póstumo Socavón ilimitado, de Milena Estrada Sainz, como un gesto de justicia literaria.

## Obra destacada
Alberto Guerra Gutiérrez publicó más de cuarenta obras, entre las que destacan:
- Gotas de luna (1955)
- Siete poemas de sangre o la historia de mi corazón (1964)
- De la muerte nace el hombre (1965)
- Yo y la libertad en exilio (1970)
- Égloga elemental (1998)
- Obra poética (2003)
- La poesía en Oruro (2005)[7][1]

## Reconocimientos y distinciones
En 1999 recibió el Premio Nacional de Promoción Cultural “Gunnar Mendoza”, otorgado por el Estado boliviano. Ese mismo año fue declarado Ciudadano Notable de Oruro y recibió la Medalla Prefectural al Mérito Intelectual.
También fue homenajeado con la designación de su nombre a una plaza pública en el Barrio Jardín de la ciudad de Oruro, donde se levantó un busto en su memoria. En 2003, la Biblioteca Popular de Oruro fue renombrada con su nombre en reconocimiento a su legado.

## Fallecimiento
Falleció el 7 de septiembre de 2006 en su natal Oruro, a causa de un paro cardiaco. Su muerte fue sentida en los círculos intelectuales y culturales del país.